# 实时传输控制协议
实时传输控制协议（或或简写）是实时传输协议（RTP）的一个姐妹协议。由RFC 3550定义（取代作废的RFC 1889）。RTP 使用一個 偶數 UDP port ；而RTCP 則使用 RTP 的下一個 port，也就是一個奇數 port。
为媒体流提供信道外（out-of-band）控制。本身并不传输数据，但和一起协作将多媒体数据打包和发送。定期在流多媒体会话参加者之间传输控制数据。的主要功能是为所提供的服务质量（Quality of Service）提供反馈。
收集相关媒体连接的统计信息，例如：传输字节数，传输分组数，丢失分组数，单向和双向网络延迟等等，网络应用程序即可利用的统计信息來控制傳輸的品質，比如當網路頻寬高負載時限制信息流量或改用压缩比较小的编解码器。
本身不提供数据加密或身份认证。可以用于此类用途。